# アロコス (小惑星)
アロコス（(486958) Arrokoth, 旧称ウルティマ・トゥーレもしくはアルティマ・スーリー、英語: Ultima Thule）は、エッジワース・カイパーベルト内に存在している太陽系外縁天体である。公転周期は298年で、軌道離心率と軌道傾斜角は小さく、キュビワノ族（古典的カイパーベルト天体）に分類される。
長径31 kmの双葉のような形をした接触二重小惑星で、直径19 kmと直径14 kmの2つの天体が結合しており、それぞれウルティマ（Ultima）とトゥーレ（Thule）という名称で呼ばれている。双方の天体はどちらも小さな塊である微惑星の集合体であると考えられている。
2014 MU69は2014年6月26日に、ニュー・ホライズンズの最初の延長ミッションの対象となる太陽系外縁天体の捜索の一環として、ハッブル宇宙望遠鏡を用いて観測を行った天文学者Marc Buieによって発見され、ミッションの主な対象となる天体として他の2つの天体と共に選ばれた。2019年1月1日（協定世界時）に探査機ニュー・ホライズンズがフライバイを行ったことにより、2014 MU69は探査機が訪れた太陽系内で最も遠方にある天体となった。

## 名称

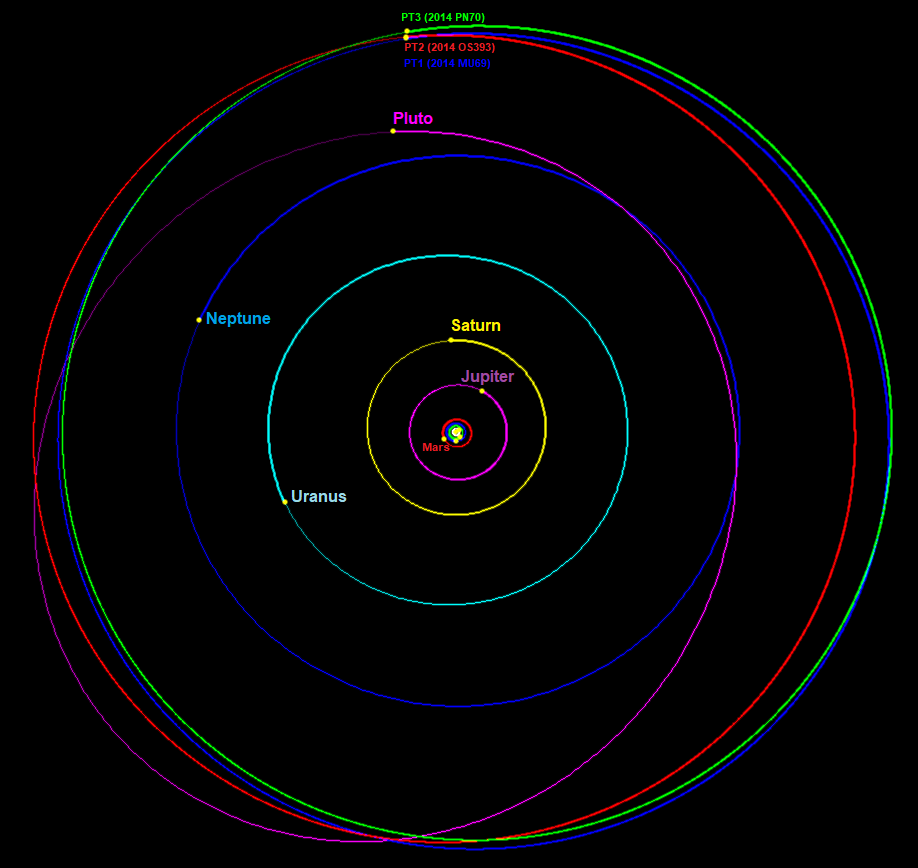
ニュー・ホライズンズの潜在的な探査対象（Potential Target）1から3の軌道。青が（PT1）、赤が（PT2）、そして緑が（PT3）

2019年11月8日、国際天文学連合 (IAU) の小惑星センターは、(486958) 2014 MU69の固有名をArrokothと定めたことを公表した。これは、チェサピーク湾地域に住んでいたネイティブ・アメリカンの部族ポウハタンの言葉で「空 (sky)」を意味する言葉に由来する。この地域の研究機関が、古くかつ遠い(486958) 2014 MU69の発見と探査を進める上で重要な役割を果たしたことを記念したものである。
2014 MU69は最初に観測された際、1110113Yと命名され、省略して"11"と呼ばれた。2014年10月にNASAはニュー・ホライズンズの探査対象候補としてその存在を発表し、非公式に「"Potential Target 1"」もしくは「PT1」と呼んだ。公式な仮符号は2014 MU69（2014年6月下旬で1745番目に割り当てられた仮符号であることを示している）は、十分な軌道情報が得られた後の2015年3月に小惑星センターにより割り当てられた。更なる観測により、2017年3月12日に軌道が同定されたことで小惑星番号486958番が付与された。
NASAは、ニュー・ホライズンズチームが提案した天体の名称がIAUに承認されるまでの間に使用される愛称の民間公募を行った。このキャンペーンでは約115,000人が参加し、約34,000個の名称が提案された。そのうちの37個が投票により選定されて査定されたが、この中にはニュー・ホライズンズチームが提案された8個の名称と、民間人から提案された29個の名称が含まれていた。2018年3月13日に、愛称として選出された「ウルティマ・トゥーレ（アルティマ・スーリー）」(Ultima Thule) は約40人の民間人から推薦され、候補の中では7番目に多い投票数を得た。この名称はラテン語で極北にあるとされた聖地を指す言葉に因んでおり、既知の世界との境界を超えた最も遠い場所を示す表現である。2014 MU69が接触二重小惑星であることが判明してからは、ニュー・ホライズンズチームは大きい方の天体を「ウルティマ」（Ultima）、小さい方の天体を「トゥーレ」（Thule）と呼んでいる。
愛称名にある「Thule」は古代ギリシアやラテン文学に加えて、ナチズムのオカルト信仰でアーリア人の起源として信じられていたことから非難された。また、トゥーレ協会は後の国家社会主義ドイツ労働者党（ナチ党）の重要な後援者であり、そして現代のネオナチやオルタナ右翼のメンバーもこの用語を使用している。ニュー・ホライズンズチームは、愛称を選定したときにその関連性を認識していたので、その後この選定を弁護した。記者会見での質問に対して、主任研究者Alan Sternは「何人かの悪い人間がかつてその用語を好んでいたからといって、我々は彼らにこの選定を乗っ取らせるつもりはない」と述べていた。

## 特徴

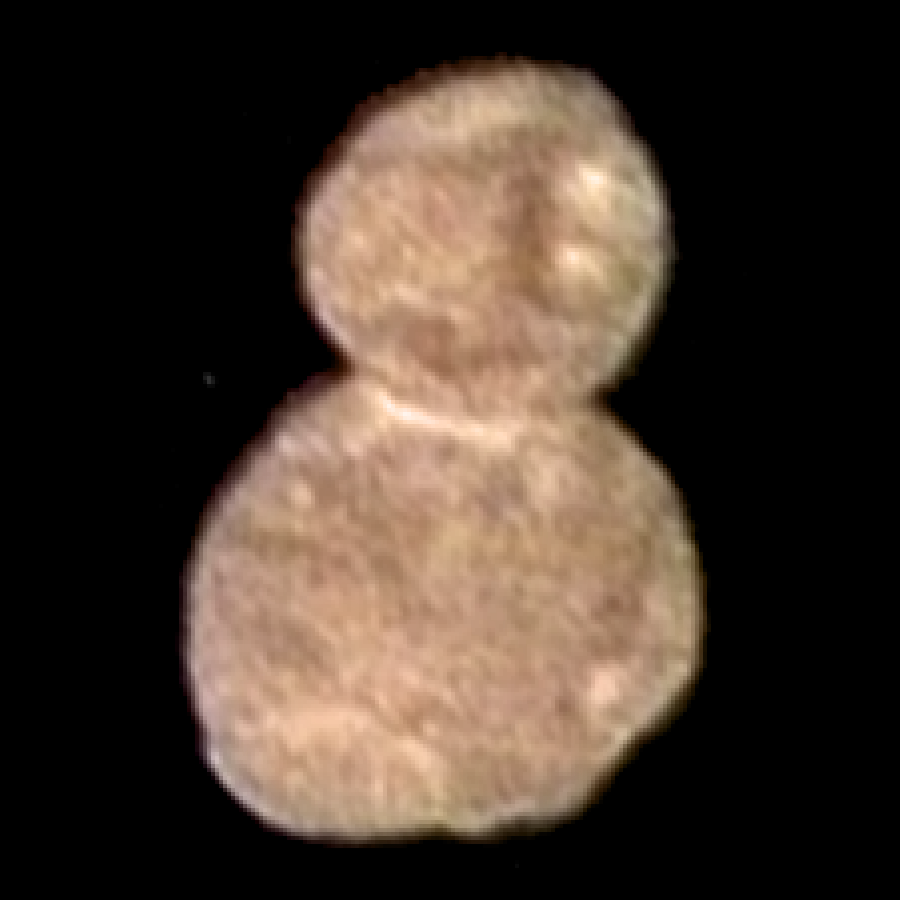
極から見た

極方向から観測した7時間に渡るの自転の様子

2014年に明るさと距離から2014 MU69は直径30 kmから45 kmと推定され、2017年の観測で、2014 MU69は長さ30 km以下の非常に細長い、接近しているまたは接触している2つの天体から成ると結論付けられた。2019年のフライバイの後、ニュー・ホライズンズ計画の主任研究者Alan Sternは、この天体の形状を「雪だるま」と表現した。小さい方のトゥーレには直径7 kmの窪みが存在しているが、これがクレーターであるかは分かっていない。もしクレーターの形成率が低いならば、表面の大部分は原始的なままであると予想されており、46億年前の降着の痕跡を見ることができる可能性についても言及されている。2014 MU69は、有機化合物の存在を示唆する赤い色を呈している。2019年2月8日、Alan Sternは新たに得られた画像から2014 MU69の形状が、かつて考えられていたよりも平坦であったと発表し、2つの球の形状は大きな「パンケーキ」と小さな「クルミ」が合体したものに近いと説明した。2014 MU69の観測出来ない部分が背景の恒星をどのように掩蔽するかを観測することにより、科学者たちは2014 MU69の形状を概説することができた。表面は赤みがかった色をしており、これは炭素化合物であるソリンの混合物が存在していることを示唆している。

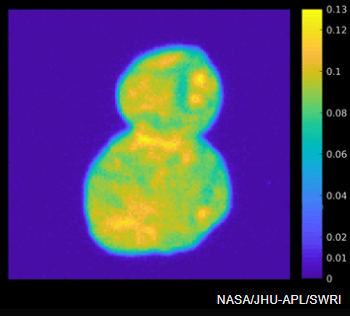
の表面の反射率の変動

2014 MU69の二葉部分を繋いでいる「首」にあたる部分は、表面の他の部分と比べてかなり明るくなっている。明るい首の部分は、おそらく2014 MU69の他の部分とは異なり、より反射率の高い物質で構成されている。その原因の仮説の1つとして、首の部分の明るい物質は2014 MU69の二葉部分から時間経過と共に落ちてきた小さな粒子が沈着することで形成された可能性が示唆されている。2014 MU69の重心は二葉部分の間にあるため、小さな粒子がそれぞれの部位の急斜面を伝って二葉形状の真ん中に向かって転がっていく可能性は高い。別の仮説として、この明るい物質はアンモニアの氷が堆積して生成された可能性を示唆するものがある。2014 MU69の表面に存在するアンモニア蒸気は、首部分が引っ込んだ形状になっているためガスが逃げる事が出来ない首部分の周辺で凝固するかもしれない。
2014 MU69の公転周期は300年未満であり、カイパーベルトの他の天体と比べて軌道傾斜角と軌道離心率が低い軌道を描いている。これらの軌道特性は、2014 MU69が摂動の影響を受けた可能性が低い、冷たいキュビワノ族（古典的カイパーベルト天体）に属することを示している。2015年5月と同年7月、そして2016年7月と同年10月の観測で軌道の不確実性は大幅に減少された。ハッブル宇宙望遠鏡の観測結果によると、2014 MU69の明るさは自転に応じて20%未満しか変化していない。これは、赤道面から観測していると仮定すると、軸の比率が1.14未満であるという大きな制約を与えた。2014 MU69は不規則な形状をしているにもかかわらず、その回転軸が太陽の方を向いているため、検出可能な減光は起きない。2014 MU69の遠方を公転する視等級が29等級未満の衛星の存在は除外されている。検出可能な大気は持っておらず、環や直径が1マイル（約1.6 km）を超える衛星も存在していない。

## 地形一覧

### クレーター
アロコスのクレーターの名は、各言語の空に由来する。
| 地名         | 由来 |
| ------------ | ---- |
| スカイ (Sky) | 英語 |

### 葉
アロコスの葉の名は、各言語の空に由来する。
| 地名                     | 由来       |
| ------------------------ | ---------- |
| ウェヌ葉 (Wenu Lobus)    | マプチェ語 |
| ウェーヨ葉 (Weeyo Lobus) | プラール語 |

### 線紋
アロコスの線紋の名は、各言語の空に由来する。
| 地名                     | 由来       |
| ------------------------ | ---------- |
| アカサ線紋 (Akasa Linea) | ベンガル語 |

### 弧状の地形
アロコスの弧状の地形の名は、各言語の空に由来する。
| 地名                           | 由来       |
| ------------------------------ | ---------- |
| カアン弧状の地形 (Ka'an Arcus) | ユカテコ語 |

## 形成

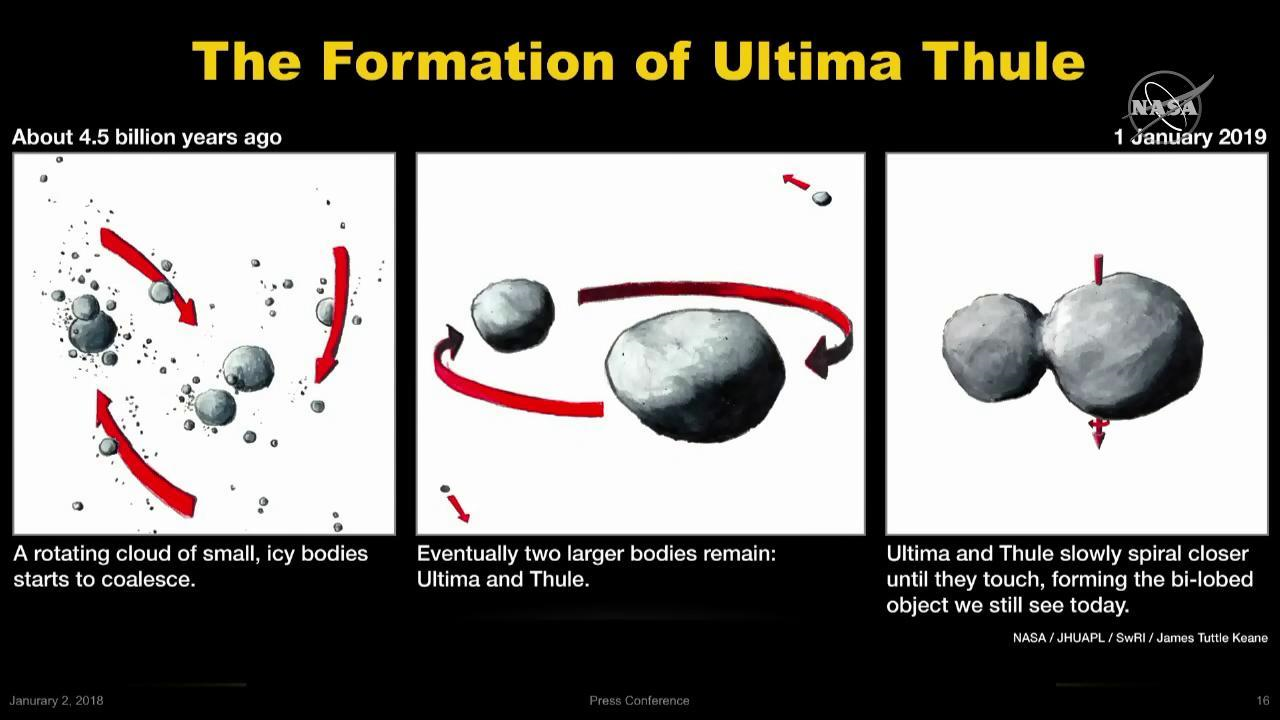
の形成過程

2014 MU69は元々、ウルティマとトゥーレから成る、回転する多数の小さな氷の天体から形成された2つの天体であったと考えられている。最終的に、その多数の氷の天体への運動量の転移によって運動量が減少することで、互いが合体するまでゆっくりと近づいていく螺旋状の軌道を描くようになり、時間経過と共に2つの天体は合体し、現在見られる二葉型の天体が形成されたとされている。形成以来少なくとも40億年の期間において、カイパーベルト内での天体の移動速度が遅いため2014 MU69で発生した天体衝突の頻度は低いとされている。頻繁な天体衝突とそれによる軌道の混乱が無かったため、それぞれ別々に形成されたウルティマとトゥーレが合体してからの2014 MU69の形状と外観は、実質的に保たれ続けているとされている。

## 観測

### 発見
2014 MU69は2014年6月26日、ニュー・ホライズンズの探査に適したエッジワース・カイパーベルト天体の予備探査の際に発見された。科学者達は、カイパーベルトの中で探査機が冥王星の後に探査できる天体を探索していたが、その探査天体はニュー・ホライズンズの残っている燃料で到達可能なものでなければいけなかった。研究者達は2011年から候補天体の探索を始め、数年間に渡って年に複数回の探索を行った。しかし、ニュー・ホライズンズの探査対象となりうる天体は極めて遠く、地球の大気越しには観測することが出来ないほど微かなものだった。2014 MU69はハッブル宇宙望遠鏡を用いて観測を行ったニュー・ホライズンズチームの一員である天文学者Marc Buieによって初めて発見された。
2014 MU69は地球から直接観測するにはあまりにも離れているが、地球から見て天体が背景の恒星の前を通過する掩蔽と呼ばれる特別な天文現象を利用することができた。ただし、この現象は地球上の特定の地域でしか観測できない。ニュー・ホライズンズチームは、ハッブル宇宙望遠鏡と欧州宇宙機関（ESA）とガイアによるデータを組み合わせて、地球上でいつ、何処でそれが発生するかを正確に把握した。彼らは、掩蔽は2017年6月3日、7月10日、7月17日に起きると決定づけ、それぞれの日に異なる恒星が掩蔽される様子を観測できる地点へ向かった。この3回の一連の掩蔽によって、科学者達は2014 MU69の形状を突き止めることに成功した。

の発見画像。2014年6月26日に広視野カメラ3で撮影された5枚の画像を切り取ったもの。

2018年の夏には、約50人のニュー・ホライズンズチームメンバーが別の掩蔽現象を観測するためにセネガルとコロンビアに出向いた。彼らは、探査機のフライバイに役立つ2014 MU69に関する貴重な情報を得ることに成功したと報告している。
2018年8月、ニュー・ホライズンズはナビゲーションのため、初めて2014 MU69の画像を撮影した。

### 2017年の掩蔽
2017年6月と7月に2014 MU69は3つの恒星を掩蔽した。ニュー・ホライズンズチームは南アメリカ、アフリカ、および太平洋からこれらの掩蔽を観測するチーム「KBO Chaser」を結成した。2017年6月3日、NASAの2つの研究チームはアルゼンチンと南アフリカ共和国から2014 MU69の影の検出を試みたが、いずれの望遠鏡もその影を検出することはできず、このことから当初は2014 MU69はそれ以前に予想されていたものよりも小さくて暗くない、光を非常に反射する天体もしくは小さな天体の群れである可能性さえあると推測された。しかし、同年6月と7月にハッブル宇宙望遠鏡によって得られた追加データから、望遠鏡を間違った地域に配置していたこと、およびこれらの推測が正しくないことが明らかになった。
2017年7月10日に空中望遠鏡SOFIAはニュージーランドのクライストチャーチから太平洋上空を飛行している間に、予測されていた2014 MU69による2回目の掩蔽が見られる領域の中心部付近を飛行した。この観測の主な目的は、2019年のニュー・ホライズンズのフライバイを脅かす可能性のある2014 MU69付近の環や塵などの危険物の探索で、データの収集は成功した。予備分析では影の中央が薄いことが示唆されていたが、2018年1月になって初めて、SOFIAが2014 MU69の中央の影の落ち込みが非常に短いことを実際に観測した。SOFIAによって収集されたデータは、2014 MU69周辺の塵の存在量の最大値を確認するためにも価値のあるものとなるだろう。危険な天体探索の詳細な結果は、同年10月20日に行われた第49回アメリカ天文学会惑星科学部会議で発表された。
同年7月17日、ハッブル宇宙望遠鏡を用いて2014 MU69本体ではなく、背景の恒星の光が周囲の空間を通過する際の光度変化を調べることで、最大75,000 kmの距離にまで広がる2014 MU69のヒル球内の環や塵による不透明度を確認した。3番目と最後の掩蔽では、チームのメンバーは2014 MU69の大きさをより良い精度で求めるために、アルゼンチン南部（チュブ州とサンタクルス州）の掩蔽が観測できると予想される領域に沿って、地上に24個の望遠鏡を設置した。これらの望遠鏡の平均間隔は4.5 kmであった。ハッブル宇宙望遠鏡による最新の観測から、2014 MU69の位置は6月3日の掩蔽の時点よりも遥かに高い精度で求められており、この観測によって少なくとも5つの望遠鏡で掩蔽を観測することに成功した。これにより、SOFIAによる観測データと組み合わせて、2014 MU69付近に塵が存在する可能性を狭めることができた。
7月17日の掩蔽の観測結果から、2014 MU69が非常に横長い不規則な形状、または近接か接触している連星であるかもしれないことが示された。また、観測された弦（恒星の手前を通過する軌道）の長さからは、2014 MU69は直径がそれぞれ20 kmと18 kmの裂片を持つことが示唆された。収集された全ての予備データ記録から、2014 MU69から約200 kmないしは300 km離れたところを小さな衛星が公転している可能性が示されたが、後にデータ処理ソフトウェアのエラーが対象の見かけの位置を変化させていることが判明した。この不具合が報告された後、7月10日に観測された短い恒星の光の落ち込みは現在、2014 MU69そのものによって検出されたと考えられている。
その光度曲線、スペクトル（例えば色など）、そして掩蔽に関するデータを組み合わせることによって、探査機のフライバイ前に既知のデータから2014 MU69がどのような見た目をしているかをイラストを用いて表現することができる。

### 2018年の掩蔽

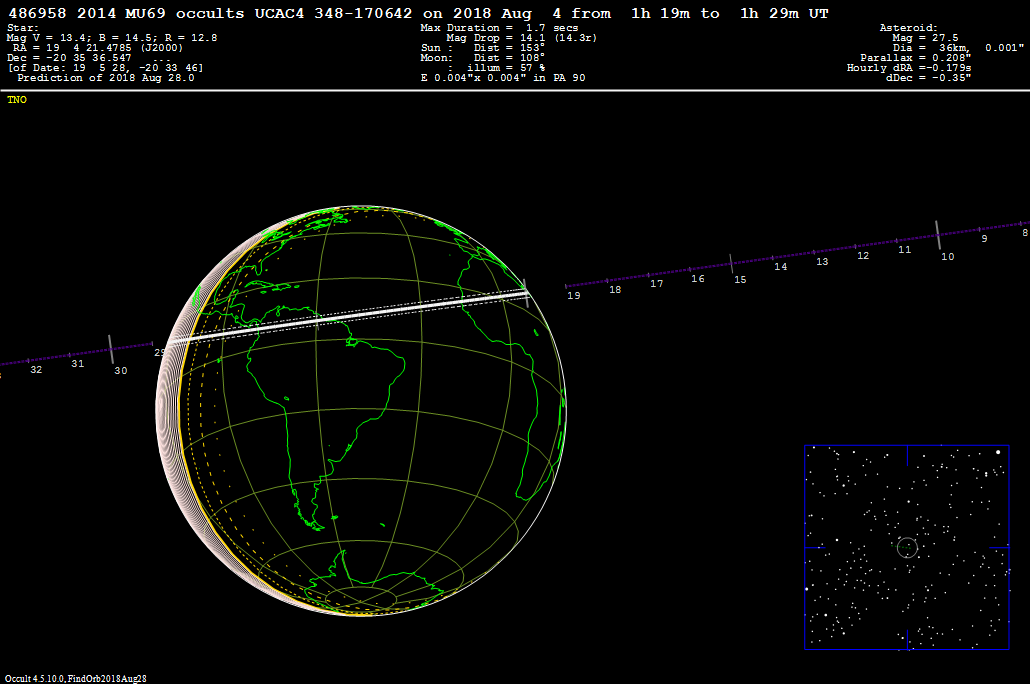
2018年8月4日にいて座の無名の恒星を掩蔽した際に生じたの影の経路。この現象ではセネガルとコロンビアから観測に成功した。

潜在的に有用な2014 MU69の掩蔽は2018年に2回起こると予測され、1回は7月16日、もう1回は8月4日であった。しかし、これらの掩蔽はどちらも2017年のものほど観測条件は良くなかった。南大西洋とインド洋で起きた7月16日の掩蔽の観測を試みることは無かった。8月4日の掩蔽では、この現象を観測するために合計約50人の研究者から成るチームが2グループに分かれて、セネガルとコロンビアへと向かった。このイベントはセネガル国内で注目を集め、科学普及の機会として利用された。一部の観測地点では悪天候の影響を受けたにもかかわらず、ニュー・ホライズンズチームが報告したように、掩蔽の観測には成功した。当初、対象の恒星上で弦が記録できたかは不明であったが、同年9月6日に少なくとも1人の観測者によって対象の恒星が掩蔽されて光度が落ち込んでいることが確認され、2014 MU69の大きさと形状についての重要な情報がもたらされた。
8月4日には、ハッブル宇宙望遠鏡による支援観測も行われた。ハッブルは掩蔽が見られる狭い領域には配置できなかったが、当時の位置は比較的良かったため、2014 MU69から1,600 km離れた領域内にまで探査することができた。これは2017年7月17日の掩蔽で観測された周辺20,000 kmの領域よりも遥かに狭められている。対象の恒星の光度の変化はハッブル宇宙望遠鏡では観測されず、これは2014 MU69から1,600 kmまでの範囲内に厚い環や塵が存在していないことを示している。2017年および2018年に起きた掩蔽の観測結果は、2018年10月26日に開催された第40回アメリカ天文学会惑星科学部会議で発表された。

## 探査

いて座の恒星の中に見えるの画像。右はそれらの恒星を除去したもの。
（視等級 20等から15等級、ニュー・ホライズンズが2018年末に撮影）

最接近後のニュー・ホライズンズが捉えたの映像。背景の恒星が隠れることによっての形状のシルエットがうかがえる。

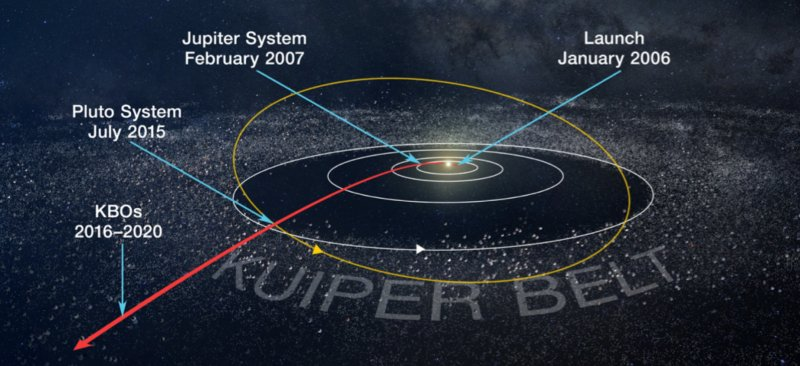
ニュー・ホライズンズの軌跡

2015年7月に冥王星のフライバイを終えたニュー・ホライズンズは、同年10月と11月に4回の進路変更を行い、2014 MU69へ向かう軌道に入った。探査を行う探査機が打ち上げられた後に発見された、フライバイの対象となる天体は2014 MU69が初めてであり、これまでに探査機が訪れた太陽系内の天体では最も遠い距離に位置する天体である。ニュー・ホライズンズは冥王星に接近したときよりも約3倍近い、3,500 km以内にまで2014 MU69に接近し、協定世界時2019年1月1日5時33分（Spacecraft Event Time）に最接近を果たした。この時点で2014 MU69はいて座の方向にあり、太陽からは43.4 au離れていた。この距離では、地球とニュー・ホライズンズの間を無線信号が移動するには片道6時間かかる。ニュー・ホライズンズによる2014 MU69フライバイの科学的目的は、その地質と形態の特徴づけ、表面組成のマッピング（アンモニア、一酸化炭素、メタン、水の氷の探索）などがあった。周辺の環境調査では、公転している衛星やコマ、環を検出する可能性があり、解像度が30 mから70 mの画像が得られることが期待されている。それにもかかわらず、これに関連する衛星の探索は続けており、これはウルティマとトゥーレの形成をより良く説明するのに役立つかもしれない。
ニュー・ホライズンズは、2018年8月16日に1億7,200万 kmの距離から初めて2014 MU69を検出した。その時の2014 MU69はいて座の方向にあり、視等級は20等級で、同年11月中旬までには18等級、12月中旬までには15等級になると予想された。最接近の3時間前から4時間前には、肉眼で観測できる明るさ（6等級）にまで達した。衛星や環、他の障害物は見られなかったが、このような物体が検出されればより遠い地点を通過する可能性もあった。ニュー・ホライズンズによる高精度画像は1月1日に撮影され、最初の中解像度の画像は翌日に受信された。フライバイで収集された全データの送信には、2020年9月までの20ヵ月間を要すると予想されている。
1月4日から10日の間にかけて探査機が太陽を挟んで合の位置に来たため、この間はデータの受信が中断された。